# Camden (Nueva York)
Camden es un pueblo ubicado en el condado de Oneida en el estado estadounidense de Nueva York. En el año 2000 tenía una población de 5,028 habitantes y una densidad poblacional de 36 personas por km².

## Geografía
Camden se encuentra ubicado en las coordenadas 43°20′9″N 75°44′53″O / 43.33583, -75.74806.

## Demografía
Según la Oficina del Censo en 2000 los ingresos medios por hogar en la localidad eran de $39,035 y los ingresos medios por familia eran $44,402. Los hombres tenían unos ingresos medios de $31,940 frente a los $22,730 para las mujeres. La renta per cápita para la localidad era de $18,644. Alrededor del 12.1% de la población estaban por debajo del umbral de pobreza.